# Macrobiotus macrocalix
Macrobiotus macrocalix är en djurart som tillhör fylumet trögkrypare, och som beskrevs av Bertolani och Rebecchi 1993. Macrobiotus macrocalix ingår i släktet Macrobiotus och familjen Macrobiotidae. Inga underarter finns listade i Catalogue of Life.